# فرانک دولی
فرانک دولی (به انگلیسی: Frank Dooley) (زادهٔ ۲۱ مارس ۱۹۲۹) شناگر اهل ایالات متحده آمریکا است.